# Josef Velek
Josef Velek (30. listopadu 1939 Klínec – 30. dubna 1990 Rudé moře) byl český novinář a publicista, považovaný za zakladatele české ekologické žurnalistiky.

## Život
V roce 1974 vystudoval elektrotechnickou fakultu ČVUT v Praze a ve stejném roce spoluzakládal v rámci tehdejšího oficiálního Socialistického svazu mládeže Hnutí Brontosaurus zaměřené na ochranu přírody.

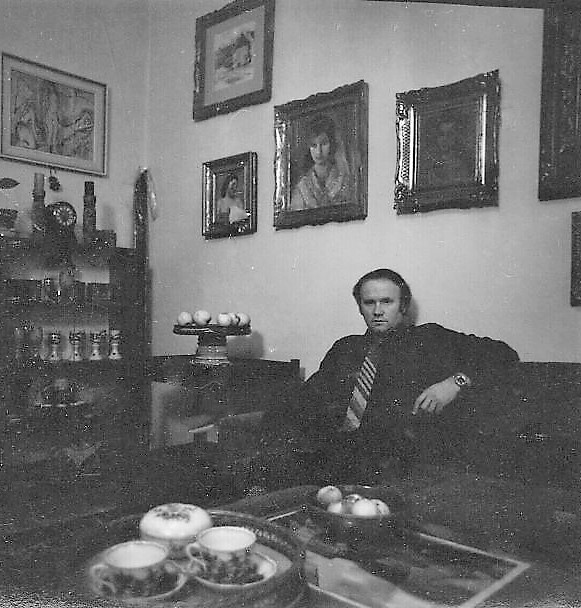
Josef Velek ve svém pražském bytě, pol. 80. let 20. století, fotografie Tomáš Fassati

Publikovat začal v šedesátých letech, od roku 1975 byl redaktorem časopisu Mladý svět, kde se věnoval cestopisným reportážím a problematice ochrany přírody a životního prostředí; každý týden zde připravoval rubriku Zápisník Brontosaura tvořící pravidelnou součást stránky s dopisy čtenářů. Je považován za zakladatele české ekologické žurnalistiky. Za své kritické texty opakovaně čelil výhrůžkám a zastrašování.
30. dubna 1990 se utopil v Rudém moři při potápění u letoviska Safaga během expedice Blue World 90.

### Ocenění
V červnu 1989 byl jako první Čech zapsán na čestnou listinu Organizace spojených národů Global 500 jednotlivců i organizací, kteří významně přispěli k ochraně a zlepšování životního prostředí.

## Ceny pojmenované po Josefu Velkovi
- V letech 1996–1999 byla na jeho počest udělována časopisem Nika Cena Josefa Velka. Cena byla udělována jednotlivcům za významné počiny v ochraně přírody[3]
- Velká cena Josefa Velka se uděluje od roku 2005 na mezinárodní filmové soutěži s tematikou životního prostředí Týká se to také Tebe v Uherském Hradišti. Je určena pro profesionální kategorii soutěže.[4]

## Dílo
- Seznam děl v Souborném katalogu ČR, jejichž autorem nebo tématem je Josef Velek
- 1975 – Perla Antil
- 1980 – Jak jsem bránil přírodu
- 1985 – Od polderů k Ardenám
- 1986 – Dva tisíce verst s Lenou
- 1988 – Příběhy pro dvě nohy
- 1989 – Muž přes plot

## Kňava obecná
Skupina recesistů, kteří se vydávali za lesníky, psala Velkovi dopisy, v nichž upozorňovali na ohroženou šelmičku kňavu obecnou, žijící v Jeseníkách. Josef Velek jim zpočátku věřil a psal o živočichovi v Zápisníku Brontosaura. Později se sám přiznal, že mystifikaci uvěřil. Václav Petříček ve vzpomínkovém článku o Josefu Velkovi a hnutí Brontosaurus uvádí případ kňavy jako jediný příklad toho, že Josef Velek kvůli množství práce „odborně zakolísal“. Mystifikační teorii o kňavách pak od roku 1991 rozvíjeli studenti biologických oborů a uspořádali několik recesistických kňavologických kongresů.